# Jefferson Montero
Jefferson Antonio Montero Vite, född 1 september 1989 i Babahoyo, är en ecuadoriansk fotbollsspelare som senast spelade för Swansea City. Han har även representerat Ecuadors fotbollslandslag.

## Karriär
Den 31 januari 2019 lånades Montero ut till West Bromwich Albion på ett låneavtal över resten av säsongen 2018/2019. I augusti 2019 lånades Montero ut till Birmingham City på ett låneavtal över säsongen 2019/2020. Efter att kontraktet gått ut med Swansea City den 30 juni 2020 blev Montero klubblös.